# Domàixkovitsi
Domàixkovitsi (en rus: Домашковицы) és un poble de l'óblast de Leningrad, a Rússia, que el 2017 tenia 78 habitants.